# Find a Grave
Find a Grave – strona internetowa, która umożliwia dostęp do baz danych cmentarzy. Za jej pomocą można odszukać m.in. groby wielu znanych osób.

## Historia
Założycielem, powstałej w 1995 strony jest Jim Tipto, mieszkaniec Salt Lake City. Według niego pomysł na jej zrobienie powstał, kiedy okazało się, że nigdzie nie może znaleźć informacji na temat swojego nietypowego hobby, którym jest odwiedzanie grobów znanych ludzi. Na początku zajął się więc internetowym forum, które po jakimś czasie przekształcił w stronę internetową. W 2019 strona podała, że posiada 170 milionów wpisów.

## Charakterystyka
Strona zawiera wykazy cmentarzy i grobów z całego świata. Amerykańskie cmentarze są zorganizowane przez stany i hrabstwa, dlatego wiele cmentarnych zapisów zawiera mapy Google Maps (ze współrzędnymi GPS) i fotografie cmentarzy. Wpisy indywidualnych użytkowników zawierać mogą takie dane jak: data i miejsce urodzin oraz śmierci, informacje biograficzne, dane i plan cmentarza, fotografie np. grobu lub osoby i informacje użytkownika.
Zarejestrowani użytkownicy mogą za darmo umieszczać „pomniki” dla krewnych i przyjaciół. Otrzymują też większe możliwości edytowania. Mogą również poprosić ochotników Find a Grave o zrobienie zdjęć grobów.